# Fismes
Fismes  là một xã thuộc tỉnh Marne trong vùng Grand Est đông nam nước Pháp. Xã này nằm ở khu vực có độ cao từ 57-179 mét trên mực nước biển.